# Abu-Zakariyya Yahya ibn Abi-Bakr al-Warjilaní
Abu-Zakariyya Yahya ibn Abi-Bakr al-Warjilaní (segles XI-XII) fou un historiador ibadita, nadiu de Ouargla (Wardjilan)
Va escriure una obra històrica sobre els ibadites del Magrib que portava el títol d'Al-Sira wa-akhbar al-a-imma, la principal obra pel coneixement dels ibadites magribins i de la dinastia rustúmida.